# Luc Cerverón
Luc Cerverón Ruiz, conocido simplemente como Luc Cerverón, es un artista, ilustrador, autor de cómic y activista por los derechos transgénero español. Actualmente se desempeña como facilitador del Grup Trans i No Binari del Centro LGTBI de Barcelona.

## Carrera
En 2019 se unió a la iniciativa de cómic erótico inclusivo Sextories, realizando la portada del cuarto número, el primero publicado bajo la nueva editorial del mismo nombre, y en el que colaboraron autores como Rocío Vidal, Sara Soler, Marta Masana, Bea Tormo y Antonio Guardiola. Así mismo, escribió historias tanto para el cuarto como para el quinto número de la antología.
En 2020 fue parte de la campaña Q Reglas, consistente de un debate y una improvisación teatral que tuvieron lugar en el Ateneu del Raval, un espacio comunitario transfeminista.
Fue uno de los entrevistados en el documental de 2022 Barcelona fuera del armario, que busca dar a conocer la historia del movimiento LGBT en la ciudad.
Además trabaja también como coordinador del Grup Trans i No Binari del Centro LGTBI de Barcelona, surgido con el fin de brindar una red de apoyo y también social para las personas transgénero y no binarias, así como brindar la oportunidad de explotar la identidad de género de forma individual y colectiva desde un punto de vista empático, en el que las personas asistentes no se sientan juzgadas ni presionadas.
Así mismo, se ha desempeñado como formador y agente de salud en la consulta de tráfico de Barcelona, brindando formación relativa a la salud transgénero, la diversidad sexual y la patologización de personas trans y LGTBI en los sistemas de salud.
Ha participado también como invitado en varios episodios del podcast Ja m'entens de Catalunya Ràdio.

## Obras
- Sextories Magazine #4-5 (antología)
- Strix (ezine)[11]